# Zunbil
Zunbil (Zunbīl) war in frühislamischer Zeit (d. h. bis ins 9. Jh.) der lokale Herrschertitel der nichtmuslimischen Fürsten von Zabulistan und Zamindawar (dem antiken Arachosien, arab. ar-Ruḫḫaǧ) im heutigen Afghanistan. Genau wie das benachbarte Ghur und andere unzugängliche Gebiete Irans konnte sich das Zunbil-Fürstentum einer Unterwerfung durch die Araber (siehe islamische Expansion) lange Zeit erfolgreich erwehren und wurde infolgedessen auch erst sehr spät islamisiert. In den arabischen historischen Quellen wird der Herrschertitel meist in der Form Rutbīl bzw. Ratbīl wiedergegeben.

## Etymologie
Vermutlich handelt es sich um einen theophoren Titel, der das Wort „Zūn“ (bzw. „Žūn“) beinhaltet, den Namen des (angeblichen) Gottes einer mysteriösen Religionsgemeinschaft in der Region Zamīndāwar, nordwestlich des heutigen Kandahar, über die in arabischen und saffaridischen Quellen berichtet wird. Der Glaube und Kult dieser Gemeinschaft ist nur wenig erforscht. Nach der Interpretation chinesischer Quellen durch Marquarts und de Groots 1915 soll der König von Ts'ao eine Krone mit goldenem Fischkopf getragen haben und mit den Sogdiern verwandt gewesen sein. Der Tempel des Zun sei durch ein großes ausgestelltes Fischskelett zu erkennen gewesen sein; dies deute auf eine Handelsgottheit hin. Es steht fest, dass die Zunbils mit Sicherheit keine Zoroastrier und auch keine Buddhisten waren.
Ein anderer Vorschlag ist die Ableitung von dem persischen Cognomen zanda-pīl („lebhafter Elefant“), den angeblich die arabischen (!) Eroberer dem Zunbil gegeben haben, als sie ihm auf dem Schlachtfeld gegenüberstanden. Diese Herleitung ist zwar historisch belegt, aus diversen Gründen aber eher unglaubwürdig.
Die wenigen historischen, auf Arabisch verfassten Quellen sind unsicher bezüglich der korrekten Aussprache des Wortes. Es werden verschiedene Ausspracheformen angegeben, die allesamt auf die mittelpersische Schreibweise „ZNBYL“ bzw. „ZUBYL“ zurückzuführen sind. Die unterschiedliche Lesung der ersten beiden Silben als „ZU“ oder „ZN“ ergibt sich aus der Ligatur der ersten beiden Zeichen in der mittelpersischen Pahlavi-Schrift. Bevorzugt man die Lesung mit „ZU“, kann die Endsilbe „-L“ durch einen Rhotazismus zum „-R“ werden, was aber nicht die Regel ist. Somit ist auch eine Lesung als Zubīl oder Zubīr (arabisiert Zubair) problemlos möglich.

## Geschichte

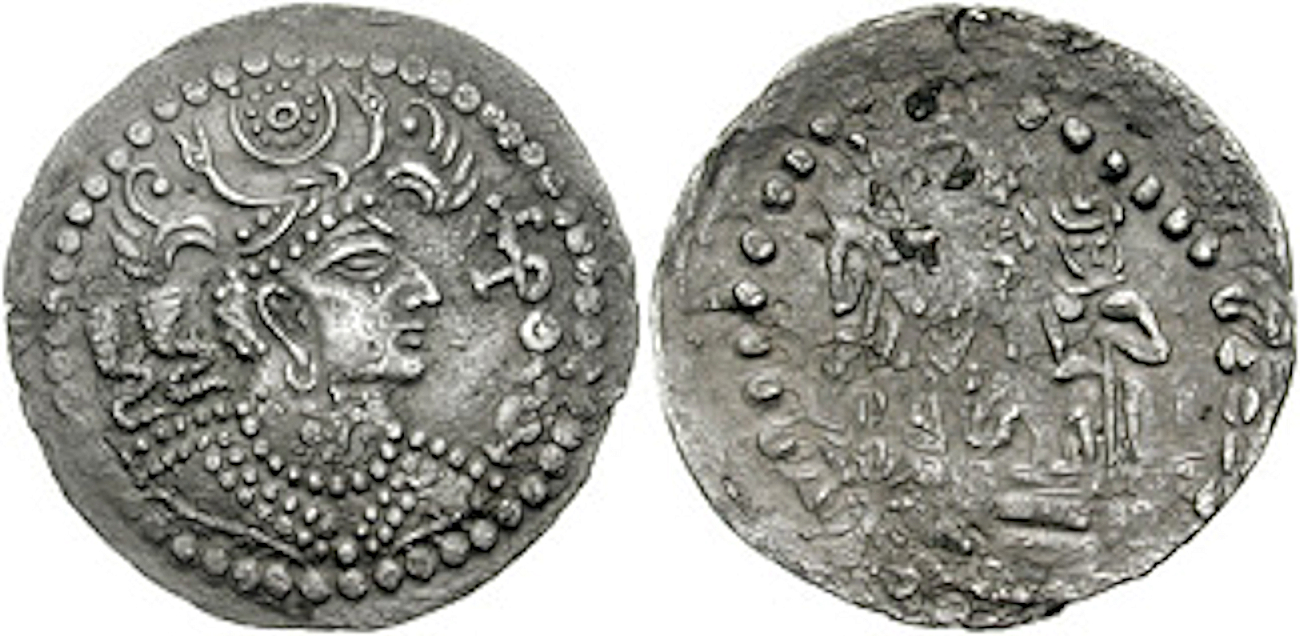
Eine ins späte 7. oder frühe 8. Jahrhundert datierte Münze aus der Region. Baktrische Beschriftung: "Sero"

Die mit den Kabul-Schahs verbündeten Zunbil, welche möglicherweise mit den historischen Hephthaliten verwandt waren, gehörten rund 200 Jahre lang – vom 7. bis zum 9. Jahrhundert christlicher Zeitrechnung – zu den erbittertsten Gegnern des muslimischen Kalifats und waren als solche immer wieder das Ziel von Feldzügen. So wurde das Territorium des Zunbils zwar wiederholt besetzt und der Fürst zeitweilig gezwungen, Tribut zu entrichten, doch gelang es weder den Umaiyaden noch den Abbasiden, die gebirgige Region im Osten des heutigen Afghanistans dauerhaft unter die Herrschaft des Islams zu bringen. Erst mit dem Aufstieg der persischen Saffariden in Chorasan und dem militärischen Siegeszug des Yaqub ibn al-Laith as-Saffar nach Kabul fand die Zunbil-Herrschaft praktisch ihr Ende und die Region konnte in den kommenden Jahrzehnten erfolgreich islamisiert werden.

### Chronologie der wichtigsten Ereignisse
- 661 (unter Muawiya I.): nachdem er bereits unter dem dritten Kalifen Uthman weite Teile des Gebiets östlich von Sistan unterworfen und dabei in Zamindawar eine goldene Statue des Gottes Zun (mit zwei Rubinen als Augen) erbeutet hatte, erobert Abd ar-Rahman ibn Samura im Auftrag Abdullah ibn Amirs (des umaiyadischen Gouverneurs von Basra) Bust und andere Besitzungen des Zunbils zurück und nimmt zudem auch Kabul ein
- nach 665: die arabische Herrschaft über das Zunbil-Fürstentum geht wieder verloren
- 673: der Zunbil muss sich bereit erklären, 1 Mio. Dirham Tribut an das Kalifat zu zahlen
- 681: ein arabisches Heer unter Yazid ibn Ziyad wird vom Zunbil geschlagen
- 685: der Zunbil kann geschlagen und getötet werden, nachdem er zuvor (nach 683) Sistan angegriffen hatte
- 693/94: der neue Zunbil kann ein arabisches Heer zurückschlagen
- 698: auch eine Strafexpedition nach Zabulistan unter Ubaidallah ibn Abi Bakra scheitert am erbitterten Widerstand des Zunbils
- 699: Abd ar-Rahman ibn al-Aschath versucht, das Territorium des Zunbils systematisch zu unterwerfen (Einrichtung von Garnisonen), zieht sich dann aber gegen al-Haddschadsch ibn Yusuf rebellierend wieder zurück
- 711: Qutaiba ibn Muslim zwingt den Zunbil, Tribut zu entrichten
- unter Umar II. (reg. 717–20): der Zunbil stellt die Tributzahlungen an das Kalifat wieder ein
- 865: Sklaven und große Reichtümer erbeutend, erobert der Saffaridenherrscher Yaqub ibn al-Laith auch den Osten des heutigen Afghanistans und tötet dabei den (mit Salih ibn an-Nadr verbündeten) Zunbil (namens Kabk?), während andere Mitglieder der Herrscherfamilie gefangen genommen werden
- 867: ein Cousin des Zunbils, welcher zum Statthalter der Saffariden in Ruḫḫaǧ ernannt worden war, versucht erfolglos, gegen Yaqub zu rebellieren
- 869: dem Sohn des Zunbils (Firuz ibn Kabk?) gelingt es, aus Bust zu fliehen und ein Heer aufzustellen, muss sich jedoch nach Kabul zurückziehen, wo ihn Yaqub 870 oder 872 (bei der Eroberung der Stadt) schließlich doch wieder zu fassen bekommt

## Alternative Deutungsversuche
Dem deutschen Numismatiker und Iranisten Volker Popp zufolge, dessen Arbeiten im Rahmen der Forschungsgruppe Inârah um Karl-Heinz Ohlig und Christoph Luxenberg veröffentlicht werden, bildet der Titel „Zunbil“, der in der mittelpersischen Form „ZNBYL-ān“ („zum Zunbil gehörend“; mit dem mittelpersischen Patronym-Suffix „-ān“) über mehrere Jahre hinweg (53–69 AH) auf Inschriften in der Region Kirman nachweisbar ist, die ursprüngliche Rahmengeschichte des „Gegenkalifats von Abdallah ibn az-Zubair“ in der traditionellen islamischen Geschichtsschreibung.
Dieser neuen, aber in der Islamwissenschaft nur wenig beachteten These zufolge, die im krassen Gegensatz zur traditionellen Geschichtsschreibung steht, basiert die Geschichte des „Gegenkalifats“ auf einer Fehllesung und -interpretation mittelpersischer Quellen, indem der Titel der Widersacher des Kalifats von späteren muslimischen Geschichtsschreibern nicht als „Zunbil“, sondern (arabisiert) „Zubair“ missinterpretiert wurde und dementsprechend eine neue Rahmengeschichte – diesmal in Mekka und nicht im Osten Irans – um den (fiktiven) Abdallah ibn az-Zubair erfunden wurde, um gewisse historische Ereignisse erklären zu können.
Diese Beobachtung korreliert zum Teil mit Münzfunden im Osten des ehemaligen Kalifats, aus der alten sassanidischen Prägungsstätte Darābgard (arab. Darābdschird), die traditionell Abdallah ibn az-Zubair zugeschrieben werden. Auf den Münzen ist zwar ein nicht näher bezeichneter „Abdallah (ʿAbd Allāh)“ bezeugt (dieser als „Knecht Gottes“ zu übersetzende Titel war die übliche Bezeichnung der Herrscher und findet sich auch auf allen umaiyadischen Münzen), dieser wird aber in den zeitgleich fertiggestellten Inschriften von Kirman eindeutig als ein „ZNBYL-ān“ bestätigt (d. h. „[der] den Zunbil zugehörige Knecht Gottes“). Auch eine kurzzeitige Oberherrschaft der Hephthaliten im nunmehr umaiyadischen Marw ist durch Münzprägungen historisch gesichert.
Hinzu kommt die Beobachtung, dass sich das Herrschaftsgebiet az-Zubairs im Iran gemäß der traditionellen Geschichtsschreibung mit dem der „ZNBYL-ān“ deckt. Außerdem gibt es, auch gemäß der etablierten Islamforschung, keine archäologischen oder von der traditionellen muslimischen Geschichtsschreibung unabhängigen Belege für das Wirken oder für die Existenz eines Abdallah ibn az-Zubair auf der arabischen Halbinsel.